# Louis de Kergorlay
Pour les autres membres de la famille, voir Famille de Kergorlay.
Louis Gabriel César, dit "vicomte" de Kergorlay est un homme politique français né le 28 septembre 1804 à Paris et décédé le 1er mars 1880 au château de Fosseuse (Oise).

## Biographie
Louis Gabriel César de Kergorlay est le fils de Florian de Kergorlay et de son épouse, Blanche de La Luzerne ; le petit-fils de César Henri de La Luzerne, secrétaire d'État à la marine sous Louis XVI. il est admis en 1824 à l'École polytechnique et en sort en 1826 officier d'artillerie. 
Il sert pendant l'Expédition d'Alger, de mai à août 1830. 
Il regagne alors Paris et, refusant de prêter serment à Louis-Philippe, est considéré comme démissionnaire de l'armée. 
Il participe, avec son père, à la première tentative de la duchesse de Berry, en Provence en avril 1832. Arrêté, il est incarcéré.  
Il est acquitté, comme les autres accusés, par la Cour d'Assises de Montbrison en août 1833. 
Il devient ensuite directeur de la société des mines d'Entre-Sambre-et-Meuse. 
Il hérite du château de Fosseuse et succède à son père dans le majorat créé en sa faveur. 
Il est élu représentant de l'Oise en 1871, siégeant jusqu'au renouvellement de 1876 sur les bancs monarchistes, inscrit à la réunion Colbert et à celle des Réservoirs.
Il vote notamment pour la paix, pour l'abrogation des lois d'exil, pour la démission de Thiers, pour la prorogation des pouvoirs du Maréchal de Mac Mahon, pour le ministère de Broglie, contre les lois constitutionnelles.
Il ne se représente pas au renouvellement de 1876.
Il a collaboré à la revue Le Correspondant.

### Amitié avec Alexis de Tocqueville
Dès l'enfance, Louis de Kergorlay entretint avec son cousin (par les Lamoignon) et presque contemporain Alexis de Tocqueville une amitié qui dura jusqu'à la mort de ce dernier, en 1859. 
En dépit de leurs divergences politiques, tous deux échangèrent une correspondance suivie et se rendirent mutuellement service à de multiples reprises. 
Leur correspondance a été publiée en 1977,.

### Mariage et descendance
Louis de Kergorlay épouse à Huisseau sur Cosson le 11 janvier 1846 Mathilde de Johanne de La Carre de Saumery (Paris, 18 avril 1825 - Paris 7e, 12 février 1887), fille de Louis de Johanne de La Carre, marquis de Saumery, ancien capitaine de cavalerie, maire de Huisseau sur Cosson, et de Léocadie de Perrochel. Tous deux ont quatre enfants :
- Florian de Kergorlay, capitaine des Gardes mobiles de l'Oise en 1870, maire de Fosseuse de 1876 à 1888, président de la Société d'Encouragement, président des courses de Deauville, où une avenue et une course hippique portent son nom, membre du Jockey-Club, chevalier de la Légion d'honneur (Huisseau sur Cosson, 9 décembre 1846 - Paris, 21 octobre 1910), célibataire ;
- Jeanne de Kergorlay (4 décembre 1849 - incendie du Bazar de la Charité, Paris 8e, 4 mai 1897), mariée en 1874 avec le comte Jean Guy de Poilloue de Saint-Périer (1843-1885), dont postérité ;
- Geoffroy de Kergorlay officier de cavalerie, maire de Fosseuse de 1888 à 1903 (Paris, 15 février 1854 - Paris 7e, 12 avril 1903), marié en 1881 avec Jeanne Donon (1860-1926), dont postérité ;
- Jean de Kergorlay, officier de cavalerie, maire de Fosseuse de 1903 à 1923 (Paris 7e, 27 juillet 1860 - Bagnoles de l'Orne, 27 juillet 1923), marié en 1886 avec Mary Luisa Carroll of Carrolton (1859-1931), dont postérité[5].

### Sources
- « Louis de Kergorlay », dans Adolphe Robert et Gaston Cougny, Dictionnaire des parlementaires français, Edgar Bourloton, 1889-1891 [détail de l’édition]